# Pegarinhos
Pegarinhos ist eine Gemeinde (Freguesia) im portugiesischen Kreis Alijó. In ihr leben 394 Einwohner (Stand 19. April 2021).